# Organización de Telecomunicaciones de Iberoamérica

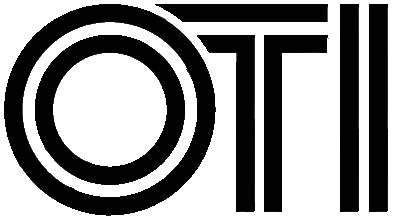

L'Organización de Televisión Iberoamericana (OTI), è un'organizzazione di reti televisive presenti in America Latina, Spagna e Portogallo.
La sua missione è quella di favorire i rapporti tra le reti televisive in paesi di lingua spagnola e portoghese. Tra le altre attività, di cui condivide notizie, cultura, programmi educativi e sportivi tra i suoi membri.

## Membri
| Nazione         | Emittente                              |
| --------------- | -------------------------------------- |
| Argentina       | Televisión Pública Argentina           |
| Argentina       | Televisión Federal                     |
| Argentina       | América TV                             |
| Argentina       | El trece                               |
| Argentina       | El Nueve                               |
| Argentina       | Torneos y Competencias                 |
| Bolivia         | Universal de televisión Bolivia        |
| Bolivia         | Red Uno de Bolivia                     |
| Brasile         | Rede Bandeirantes                      |
| Brasile         | Rede Globo de Televisão                |
| Brasile         | SporTV                                 |
| Cile            | Chilevisión                            |
| Cile            | Mega Media                             |
| Cile            | Canal 13                               |
| Colombia        | Caracol Televisión                     |
| Colombia        | RCN Televisión                         |
| Costa Rica      | Representaciones Televisivas           |
| Costa Rica      | Televisora de Costa Rica               |
| Cuba            | Instituto Cubano de Radio y Televisión |
| Ecuador         | Gamavisión                             |
| Ecuador         | TC Mi Canal                            |
| El Salvador     | Telecorporacion Salvadoreña            |
| Guatemala       | Radio y Televisión de Guatemala        |
| Guatemala       | Televisiete                            |
| Honduras        | Televicentro                           |
| Honduras        | Telesistema Hondureño                  |
| Messico         | Televisa                               |
| Messico         | TV Azteca                              |
| Nicaragua       | Televicentro                           |
| Nicaragua       | Canal 10                               |
| Panama          | Televisora Nacional                    |
| Panama          | RPC Televisión                         |
| Paraguay        | Paraguay TV                            |
| Paraguay        | Sistema Nacional de Televisión         |
| Paraguay        | Telefuturo                             |
| Paraguay        | Red Guaraní                            |
| Paraguay        | Paravisión                             |
| Paraguay        | Latele                                 |
| Paraguay        | Tigo                                   |
| Paraguay        | Canal 13                               |
| Perù            | Andina de Radiodifusión y Television   |
| Perù            | América Televisión                     |
| Portogallo      | Rádio e Televisão de Portugal          |
| Porto Rico      | Telemundo                              |
| Porto Rico      | WAPA-TV                                |
| Porto Rico      | WLII-DT                                |
| Rep. Dominicana | Cadena de Noticias                     |
| Spagna          | Promotora de Informaciones             |
| Spagna          | Televisión Española                    |
| Stati Uniti     | ESPN Deportes                          |
| Stati Uniti     | Telemundo                              |
| Stati Uniti     | Univision                              |
| Uruguay         | Monte Carlo TV                         |
| Uruguay         | Teledoce Televisora Color              |
| Uruguay         | Canal 10                               |
| Venezuela       | Meridiano Televisión                   |
| Venezuela       | Venezuela Televisión                   |